# Tosefta
Tosefta (aram. תוספתא uzupełnienie) – rozszerzenie i uzupełnienie Miszny. Ma charakter halachiczny. Jako że ostateczna wersja tekstu Tosefty nie była konsultowana z Sanhedrynem, Tosefta ma niższy status niż Miszna. W skład Tosefty weszły rozstrzygnięcia i komentarze prawne, które nie zostały umieszczone w zasadniczym tekście, ale posiadały taki autorytet, że zostały uznane za kanoniczne i niezbędne do zapisania. Zostały zredagowane po powstaniu Miszny, w III w. n.e., prawdopodobnie w Palestynie. Wśród autorów wymienia się rabinów Chiję i Hoszajahu, choć nie jest to powszechna opinia. Podobnie jak Miszna dzieli się na sześć porządków, a w ich ramach posiada te same traktaty (brakuje czterech) i rozdziały. Objętością przekracza Misznę czterokrotnie.